# Le Massif

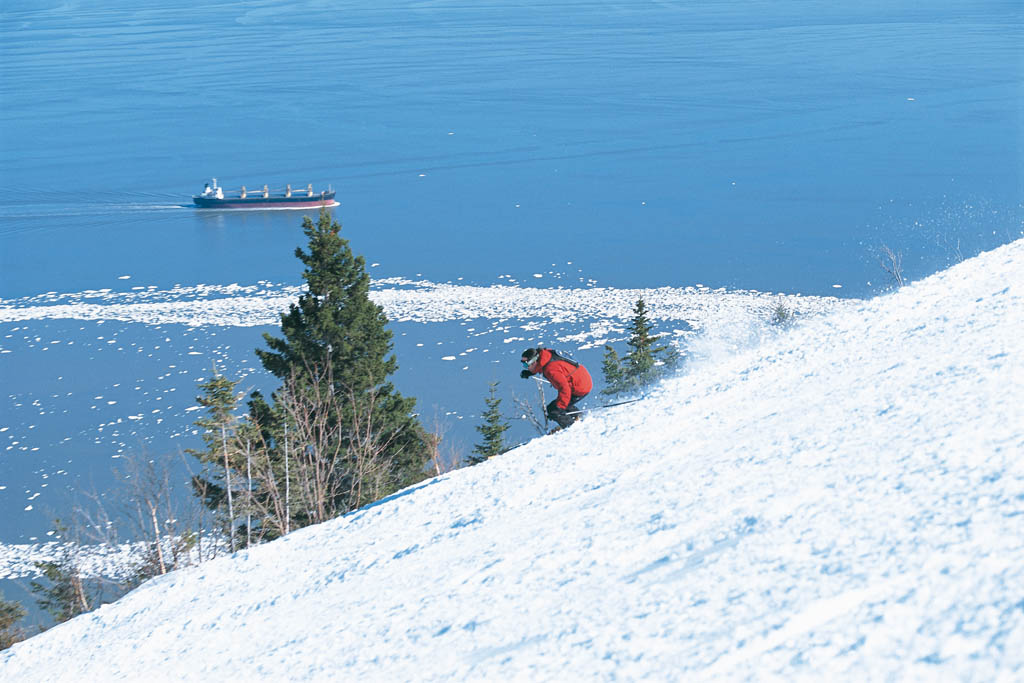
Le Massif

Le Massif is een wintersportgebied gelegen in Petite-Rivière-Saint François in de regio Charlevoix, noordoostelijk van de stad Québec in de provincie Québec in Canada. De Saint Lawrencerivier stroomt langs de berg.
Er worden regelmatig grote skiwedstrijden in het gebied georganiseerd. Zo werden de Wereldkampioenschappen alpineskiën junioren 2006 deels in Le Massif gehouden, de overige wedstrijden vonden plaats in Mont-Sainte-Anne.